# جستينيان الأول

جستينيان الأول

الإمبراطور جستينيان الأول (فلافبوس بتروس ساباتيوس يوستيانوس) (482، 483 - 14 نوفمبر 565) كان إمبراطوراً رومانياً شرقياً (بيزنطياً) حكم منذ أغسطس عام 527 حتى وفاته في نوفمبر 565. يشتهر بإصلاحه الرمز القانوني المسمى قانون جستنيان خلال لجنة تريبونيان، والتوسع العسكري للأرض الإمبراطورية أثناء عهده، وزواجه وشراكته مع الإمبراطورة ثيودورا. يعرف أيضاً باسم «الإمبراطور الروماني الأخير». يعتبر قديساً في الكنيسة الأرثذوكسية، ويحيى في الرابع عشر من نوفمبر. وقد تولى الحكم بعد وفاة عمه الإمبراطور جستين الأول.

## السنوات الأولى من حكم جستينان (يوستينيانوس) (527-532)

توسع الامبراطورية الرومانية الشرقية في عهد جستينيان

عندما تولى جستينيان مقاليد الحكم لم تكن الامبراطورية قد تغلبت على الأزمات الكبرى التي تعرضت لها منذ آواخر القرن الخامس، ففي الأشهر الأخيرة من حكم جستن جدد الفرس الحرب ضد الامبراطورية، وهكذا أصبح الجزء الأكبر من الجيش البيزنطي منشغلًا في الشرق، وفي الداخل كانت الفوضى تعم القسطنطينية بسبب الاضطراب في الأداء الحكومي وعدم الرضا عن الحكومة، وزاد في الخطر وجود حزبي الزرق والخضر وكانا في الأصل فرقتين رياضيتين تطورتا إلى حزبين سياسيين في القسطنطينية.
وقد بلغ خطر هذين الحزبين أشده في ثورة نيكا سنة 532م، وهكذا لم يكن جستينيان في مركز يمكنه من الالتفات لمشاريعه الكبرى قبل سنة 532 أي قبل القضاء على الخطر الداخلي وتلافي خطر الفرس.
بالرغم من التنافس السابق بين الحزبين (الخضر والزرق) فقد وحدا صفوفهما ضد جستينيان وأخذ أنصارهما يعيثون في القسطنطينية فسادًا، بل وتمكنوا من التغلب على بعض القوات الحكومية، وقد تحرج مركز جستينيان لدرجة أنه فكر في الفرار من القسطنطينية لولا موقف زوجته ثيودورا وجرأتها وتشجيعها لجستينيان ورجاله لكي يصمدوا ضد الثوار، وقد انتهى الأمر بتغلب الإمبراطور على خوفه، فأرسل قائده الشهير بليزاريوس ورجاله لمواجهة الجمهور الثائر، وتمكن هذا القائد من إخماد الثورة بعد مقتل 30 ألف نفس.
وهكذا نجا جستينيان من هذا الخطر الداخلي الكبير، بل تمكن في نفس الوقت من القضاء على الكثير من القوى السياسية التي كانت الأحزاب تمارسها في القسطنطينية، واستتب الأمر لجستينيان في عاصمته.
وفي نفس العام الذي قضي فيه على ثورة نيكا عقد جستينيان معاهدة مع ملك فارس تعهد الأول بمقتضاها بدفع جزية كبيرة مقابل إيقاف الحروب على الحدود، وهكذا تمكن جستينيان من أن يأمن جانب الفرس لفترة من الزمن وأصبحت له حرية كبيرة لكي يمارس مشاريعه لإعادة بناء الامبراطورية.

## جستينيان وأول عزل طبي في التاريخ
بعد تفشي الطاعون في أرجاء الإمبراطورية البيزنطية، حاول جستينيان حماية عاصمته القسطنطنية من خلال سن مجموعة من القوانين تهدف إلى عزل كل شخص قادم من أماكن تفشي الوباء ، كما يتم تنظيفهم في مراكز خاصة حتى يتم التقليل من احتمالية نقل المرض.

## سياسة جستينيان في الغرب
كان جل اهتمام جستينيان هو إعادة بناء الامبراطورية الرومانية في الغرب، فقد كانت كل الولايات الرومانية في الغرب تحت سيطرة حكام من الجرمان، فإن القوط الشرقيين كانوا يحكمون إيطاليا، والوندال في شمال أفريقيا، والقوط الغربيين في إسبانيا، والفرنج في غاله، والأنجلوساكسونيين في إنجلترا.
بلغت الإمبراطورية البيزنطية أقصى اتساعها في عهد جستينيان الذي حكم ما بين عامي 527م و565م. تم استرداد إيطاليا بما فيها روما على يد قائده بليزاريوس. كما اتسعت الإمبراطورية بضم آسيا الصغرى (تركيا الحالية) وسورية وشبه جزيرة البلقان وشمالي إفريقيا وفلسطين والساحل الجنوبي لأسبانيا. وقد ساعدت بطولة بليزاريوس وبسالته في ميدان القتال على رسم صورة لعهد جستينيان كعصر ذهبي في تاريخ الإمبراطورية البيزنطية.

## غزو شمال أفريقيا
وقد بدأ جستينيان بالونداليين وممتلكاتهم في شمال أفريقيا، وكان الوندال وهم عنصر جرماني قد فقدوا الكثير من نشاطهم وقوتهم بسبب نزوعهم إلى حياة الترف والخمول وكره السكان المحليين لهم، وهكذا لم يجد بليزاريوس مقاومة كبيرة، ولم تستمر مقاومة الوندال سوى بضعة أشهر، وأختفت دولة الوندال سنة 532، واستعادت الامبراطورية إقليما من الأقاليم التي ضاعت على الدولة منذ أوئل القرن الخامس.

## غزو إيطاليا
استغل جستينيان قتل زعماء القوط للأميرة أمالاسونثا ابنه الملك ثيودريك العظيم والوصية على أبنها القاصر وكانت هذه الأميرة موالية للرومان بسبب إعجابها بالحضارة الرومانية، استغلها ذريعة لغزو ممتلكات القوط الشرقيين في إيطاليا، وسارت جيوش الامبراطورية البيزنطية وعلى رأسها بليزاريوس إلى إيطاليا، ولم يكن القوط الشرقيين قد اضمحلوا أو حل بهم ما حل بالوندال في الأراضي الأفريقية، ولذا وجدت الجيوش الامبراطورية من القوط مقاومة طويلة في إيطاليا، غير أن تلك المقاومة كان لابد وأن تنتهي وذلك لأنها لا تستند إلى قوة ومساعدة من ناحية السكان الذين كانوا يمقتون المذهب القوطي الأريوسي، وأخيرًا سقطت رافينا عاصمة القوط الشرقيين سنة 540.

## شبه جزيرة أيبيريا
وقد توجهت مجهودات الإمبراطور كذلك إلى إسبانيا حيث كان القوط الغربيون، وأحرز هناك نجاحات واستطاعت جيوش الامبراطورية أن تستعيد الجزء الجنوبي الشرقي لإسبانيا حتى قرطبة سنة 554م. ولم تتمكن الامبراطورية من كمال السيطرة على كامل شبه الجزيرة الآيبيرية بسبب أنها كانت تواجه صعوبات كبيرة في إرسال مزيد من القوات إلى تلك البلاد البعيدة.
وبذلك استطاع جستينيان أن يعيد للدولة الرومانية عزها الأول باستعادته جزئًا كبيرًا من مساحتها الأولى، فإنه قد أعاد إخضاع دلماشيا وإيطاليا وكل شمال أفريقيا وجزر البحر الأبيض في الغرب وهي جزر صقلية وكورسيكا وسردينيا وجزر البليار.

## الجبهة الفارسية وغارت الهون والقبائل السلافية
استغل الفرس انشغال الامبراطورية بحروبها ضد الوندال والقوط، وقاموا بمهاجمة الدولة الرومانية بكل قواهم، واستولى على مدينة لزقا على سواحل البحر الأسود وتقدمت جيوشهم نحو الشام حتى أنطاكية، واستمرت الحرب سجالًا لمدة من الزمان وقد انتهت الحرب سنة 562.
إلى جانب ذلك تعرضت حدود الامبراطورية عند جبهة نهر الدانوب لغارات قبائل الهون، وفي سنة 540 عاثوا فسادًا في تراقيا وأليريا واليونان حتى خليج كورنثه، وتمكنوا من شق طريقهم عنوة حتى القسطنطينية.
كما تعرضت الإمبراطورية لغارات العناصر السلافية، وتمكن البيزنطيون من دفعهم بمشقة كبرى وبفضل شجاعة بليزاريوس، وإلى جانب ذلك كله ظهر الآفار على مسرح الحوادث مكونين خطرًا آخر يعمل حسابه.
حقيقة أن غارات الهون والسلاف لم تسفر عن تأسيس هذه العناصر وإقامتها في أراضي الإمبراطورية، لكن نتيجة لغارتها وأعمالها التخريبية أصاب شبه جزيرة البلقان تخريب شامل، وهكذا دفعت الإمبراطورية في الشرق ثمنًا غاليًا لانتصارتها في الغرب.
ويضاف إلى تلك الحروب الحروب السياسة لجستينيان الخارجية أنه في سبيل تحقيقه لمشروع إعادة مجد الامبراطورية القديمة، لجأ إلى نشاط آخر إلى جانب النشاط الحربي، فقد عمل كل ما في وسعه على أن يحقق ذلك بالطريقة الدبلوماسية ونشر سيادة الامبراطورية بتوزيع الهبات المالية وإثارة أعدائه بعضهم ضد بعض، وقد أدخل بذلك تحت سيادة الامبراطورية عددًا من القبائل المتبربرة التي أقامت على حدود الامبراطورية وأزال خطرها هناك، كما أنه استعمل الدعاية الدينية، فخلق بذلك مناطق نفوذ للامبراطورية، وأعد البعثات والإرساليات التي نشرت المسيحية في الحبشة وسواحل البحر الأسود.
وبذلك كله تمكنت الامبراطورية من أن تكون لنفسها عدة دويلات تابعة من العرب في الشام واليمن، والبربر في شمال أفريقيا، واللمبارديين والهون.
| سبقه جستن الأول | الأباطرة البيزنطيون 527 - 565 | تبعه جستن الثاني |

## الأنشطة الدينية
وجد جستينيان أن أرثوذكسية إمبراطوريته مهددة بالتيارات الدينية المتباينة، وخاصة المونوفيزية، التي كان لها العديد من الأنصار في المحافظات الشرقية من سوريا ومصر. أُدينت عقيدة المونوفيزية، التي تؤكد أن يسوع المسيح امتلك طبيعة إلهية واحدة أو تركيبة من الطبيعة الإلهية والإنسانية، كهرطقة من قبل مجمع خلقيدونية في عام 451، وكانت السياسات المتسامحة تجاه المونوفيزية لزينون وأناستاسيوس الأول، مصدر التوتر في العلاقة مع أساقفة روما.
عكس جاستن هذا الاتجاه وأكّد عقيدة خلقيدونية، وأدان المونوفيزية علانية. حاول جستنيان، الذي تابع هذه السياسة، فرض الوحدة الدينية على رعاياه من خلال إجبارهم على قبول التسويات العقائدية التي قد تروق لجميع الأطراف، وهي سياسة أثبتت فشلها لأنه لم يرضِ أيًا منهم.
مال جستينيان أكثر إلى عقيدة المونوفيزية، وخاصة بشكل الأفثارتوديتسيزم، لكنه توفي قبل أن يتمكن من إصدار أي تشريع. تعاطفت الإمبراطورة ثيودورا مع المونوفيزية وقيل إنها كانت مصدرًا دائمًا للمكائد المؤيدة للمونوفيزية في البلاط في القسطنطينية في السنوات السابقة. ألّف جستينيان- خلال فترة حكمه- والذي كان لديه اهتمام حقيقي في مسائل اللاهوت، عددا صغيرا من الأطروحات اللاهوتية.

### السياسة الدينية
ظهر الاستبداد أيضًا في سياسة الإمبراطور الكنسية، كما في إدارته العلمانية. نظّم كل شيء، سواء في الدين أو في القانون.
رأى في بداية حكمه أنه من المناسب أن ينشر إيمان الكنيسة بالثالوث والتجسد بالقانون، وتهديد جميع المهرطقين بالعقوبات المناسبة، في حين أعلن لاحقًا أنه يعتزم حرمان جميع مشاغبي الأرثوذكسية، الفرصة لمثل هذه الإساءة من خلال الإجراءات القانونية الواجبة.
جعل من عقيدة نيقينو-القسطنطينية الرمز الوحيد للكنيسة، ومنح القوة القانونية لقانون المجالس المسكونية الأربعة الكنسي. اعترف الأساقفة الذين حضروا مجلس القسطنطينية الثاني في عام 553، بأنه لا يمكن القيام بأي شيء في الكنيسة بما يتعارض مع إرادة وقيادة الإمبراطور، بينما عزز الإمبراطور من ناحيته، في قضية البطريرك أنثيموس، حظر الكنيسة بتحريم مؤقت.
حمى جستينيان طهارة الكنيسة من خلال قمع المهرطقين. لم يهمل أي فرصة لتأمين حقوق الكنيسة ورجال الدين، وحماية الرهبانية وتوسيعها. منح الرهبان الحق في وراثة الممتلكات من المواطنين العاديين والحق في الحصول على القداسة، أو الهدايا السنوية، من الخزينة الإمبراطورية، أو من الضرائب المفروضة على بعض المقاطعات، وحظر الاستيلاء على الممتلكات الرهبانية.
كان بالفعل «الوالد الراعي» للكنيسة، على الرغم من أن الطابع الاستبدادي لتدابيره يتعارض مع المشاعر الحديثة. يحتوي كل من المخطوط والرواية، العديد من التشريعات المتعلقة بالتبرعات، والمؤسسات، وإدارة الممتلكات الكنسية، وانتخاب الأساقفة وحقوقهم، والكهنة، والأديرة، والحياة الرهبانية، والتزامات رجال الدين السكنية، وإدارة الخدمة الإلهية، والسلطة الأسقفية، إلخ.
أعاد جستينيان أيضًا بناء كنيسة آيا صوفيا (التي كلفت 20 ألف رطل من الذهب)، وقد دُمّر الموقع الأصلي أثناء أعمال الشغب في نيكا. أصبحت آيا صوفيا الجديدة، بمعابدها وأضرحتها العديدة، وقبتها المثمنة المذهبة، وفسيفسائها، مركزًا وأبرز نصب للأرثوذكسية الشرقية في القسطنطينية.

## روابط خارجية
- جستينيان الأول على موقع الموسوعة البريطانية (الإنجليزية)
- جستينيان الأول على موقع إن إن دي بي (الإنجليزية)